# Parque nacional de Nam Phong
El Parque nacional de Nam Phong (en tailandés, อุทยานแห่งชาติน้ำพอง) es un área protegida del nordeste de Tailandia, en las provincias de Khon Kaen y Chaiyaphum. Se extiende por una superficie de 197 kilómetros cuadrados y fue declarado en el año 2000. 
Este parque montañoso, en dos secciones separadas, abarca parte del pantano de Ubol Ratana y también presenta formaciones rocosas y perspectivas desde lo alto de los acantilados. El parque recibe su nombre del río Nam Phong, represado en el embalse.
Presenta una elevada cordillera de caliza en dirección norte-sur a lo largo de la costa del embalse. Las sierras de Phu Phan Kham ocupan su zona norte, dejando el sur para la sierra Phu Meng. Las mayores elevaciones quedan al oeste mientras que es más llano en el este con una elevación de 600 m s. n. m.